# Lúcio Júnio Quinto Víbio Crispo
Lúcio Júnio Quinto Víbio Crispo (em latim: Lucius Junius Quintus Vibius Crispus), também conhecido apenas como Quinto Víbio Crispo, foi um senador romano amigo da família imperial e conhecido por sua sagacidade. Sabe-se que ele foi três vezes cônsul sufecto, mas as datas são incertas.

## Família
Crispo veio de uma família equestre da gente Víbia. Segundo Tácito, ele nasceu em Vercelas. O historiador Olli Salomies defende que Crispo nasceu Quinto Víbio Crispo e foi adotado por um Lúcio Júnio em algum momento antes de seu segundo consulado. Segundo esta tese, Lúcio Víbio Segundo era seu irmão; se Crispo tiver sido o irmão mais novo, isto indicaria não apenas que o nome de seu pai era Lúcio Víbio, mas também seria uma explicação para a adoção.
Quinto Víbio Segundo, cônsul sufecto em 86, é considerado seu filho, mas a maior parte dos estudiosos considera que os dois eram irmãos. Não se sabe se Crispo era de alguma forma relacionado a Lúcio Víbio Sabino, o pai da imperatriz Víbia Sabina, esposa de Adriano.

## História
A vida de Crispo antes de seu primeiro consulado, durante o reinado de Nero, é conhecida apenas indiretamente. Tácito, em "Histórias", implica que ele era um delator naquela época, o que explicaria a origem de pelo menos parte de sua fortuna, mas não se sabe a data deste consulado. As propostas variam de 56 (Bosworth) até 63 ou 64 (Gallivan); os anos entre 56 e 60 podem ser eliminados pois todos os cônsules sufectos deste período são conhecidos.
A primeira aparição nas fontes foi no final de 60. Naquele ano, seu irmão foi condenado por extorsão (repetundae) numa acusação feita pelos mauritanos e foi banido da Itália. Crispo usou de toda a sua influência no Senado Romano para salvar o irmão de uma sentença pior.
Em 68, Crispo foi nomeado superintendente dos aquedutos (curator aquarum). Durante o ano dos quatro imperadores (69), Crispo aparece em várias ocasiões. Ele processou um equestre, Ânio Fausto, por ser um delator, possivelmente em relação ao processo que levou ao banimento de seu irmão. Apesar de ter conseguido vencer a causa, Tácito conta que ele teve que vencer uma considerável oposição: "muitos se lembraram que Crispo havia seguido a mesma profissão com lucro; nem tanto a pena, mas do acusador é que eles não gostavam". Tácito lembra ainda que ele ganhou proeminência mais tarde naquele ano ao processar mais delatores ativos na época de Nero. Ele também é citado como um dos companheiros de Vitélio num episódio anedótico a respeito da glutonice do imperador, que gostava de se esbaldar em maratonas de banquetes. Crispo teve que se ausentar de um deles por causa de uma doença e, segundo Dião Cássio, teria dito depois que "se eu não tivesse ficado doente, certamente teria perecido".
Apesar de ter sido íntimo de Vitélio, Crispo recuperou sua reputação depois que Vespasiano o derrotou e emergiu como um dos vencedores. Recebeu permissão para participar do sorteio das províncias e acabou nomeado procônsul da África entre 71 e 72. Um legado seu, Caio Flávio, bateu um recorde ao viajar da província até o porto de Óstia em apenas dois dias. Uns poucos anos depois, Crispo foi cônsul pela segunda vez, nomeado para o nundínio de março a abril de 74 como colega de Tito, o filho e herdeiro do imperador. Em algum momento durante o reinado de Vespasiano (r. 69-79), foi nomeado também governador da Hispânia Citerior.
Crispo se manteve entre os companheiros da família imperial (amici) durante o reinado do filho mais novo de Vespasiano, Domiciano. "Apesar de ninguém ter podido ser um conselheiro mais útil para Domiciano, ele limitou suas conversas com o imperador a assuntos seguros — quão úmido estava o tempo, quão, quão; sem jamais dar suas opiniões pessoas ou apostar sua vida na verdade". Foi Domiciano que o nomeou para um terceiro consulado, em 82 ou 83. Foi nesta época que ele respondeu, ao ser perguntado se alguém era mais próximo do imperador, que "não, nem mesmo uma mosca", uma referência sarcástica ao conhecido hábito de Domiciano de matar insetos para mostrá-los espetados na ponta de um alfinete ou de uma pena de escrever.
Se um dos "Epigramas" do poeta Marcial de fato for uma referência a Crispo, ele já estava morto em 90. Um poema foi publicado naquele ano sobre um Crispo que gastou toda a sua fortuna em si próprio e deixou sua esposa sem um tostão.